# Der arme Verschwender
Der arme Verschwender ist ein Exilroman von Ernst Weiß, der, in Paris geschrieben, 1936 bei Querido in Amsterdam erschien. Nach dem Kriege wurde das Werk 1965 bei Claassen in Hamburg, 1967 in der Buchgemeinde Wien und im Aufbau-Verlag Berlin sowie 1980 bei Rowohlt in Reinbek verlegt.

## Zeit und Ort
Der Ich-Erzähler ist um 1892 geboren und beschreibt sein Leben bis 1927. Die Handlung führt nach Österreich-Ungarn bzw. in das Österreich nach dem Ersten Weltkrieg. Orte der Handlung sind eine Großstadt, das von dieser mehr als zwölf Bahnstunden entfernte Tiroler Bergbauerndorf Puschberg nahe den beiden Flecken Erdbergsweg und Goigel sowie einige österreichisch-russische Kriegsschauplätze – z. B. in den Karpaten.

## Der arme Verschwender
Der Vater schimpft den Erzähler einen „Ersatzchristus“ und einen „großen Verschwender“. Der Vater, dieser alte Geizhals, der den Beruf des Augenarztes vordergründig des Geldes wegen ausübt, wirft dem Jungen seine Menschlichkeit mehrmals vor. Da sind z. B. die beiden wissenschaftlichen Leistungen des Erzählers. Schon als Student der Medizin hatte er die Carotis-Drüse entdeckt und später als junger Arzt einen Apparat zur Messung des Augeninnendruckes erfunden und entwickelt. Beide Male hatte der Erzähler es zugelassen, dass andere die Lorbeeren ernteten. Freilich gehörte in einem der beiden Fälle sogar der skrupellose Vater zu jenen anderen.
Und der Erzähler bleibt bis zum Schluss arm. Während der Vater bei der Hochzeit der Tochter Judith großzügige Geschenke macht, hat der Erzähler kaum Geld für einen Strauß. So verfertigt er ein Gedicht. Das ist auch noch schlecht gereimt.

## Handlung
Die Liebe zu seinem Vater, dem gefragten Augenarzt Maximilian K. kann und will der Erzähler über den ganzen Text hinweg nicht leugnen. Dabei ist der fleißige, geldgierige, aus kleinen Verhältnissen von einfachen Arzt über den Augenarzt zum Dozenten und Professor aufgestiegene Vater mit den mangelhaften schulischen Leistungen des Ich-Erzählers keineswegs zufrieden. Das ändert sich auch nicht, als der Ich-Erzähler sich zusammennimmt, sich bessert und sogar dem polnischen Jungen Jagiello von Cz. Nachhilfestunden in Deutsch geben darf. Aus dem Erlös der gut bezahlten Nebentätigkeit beschenkt der Sohn den „abgöttisch“ geliebten Vater zum Geburtstag. Der Beschenkte weist die Liebesgaben teilweise zurück. Bis fast zum Ende des Romans zwingt der Vater dem Ich-Erzähler seinen Willen auf. Der Text kann geradezu gelesen werden als Protokoll vergeblicher Versuche des Erzählers, der Herrschaft des Vaters zu entrinnen. Letztendlich macht der Erzähler immer, was der Vater will. Als die Mutter Stefanie nach fünfzehn Jahren ein zweites Mal schwanger wird, geht der Junge „freiwillig“ in ein Knabenheim (Gymnasium), weil sich die Schwangere vor dem Sohn schämt. Die Eltern kümmern sich während seines Aufenthalts im Knabenheim überhaupt nicht um den Erzähler, aber er erhält trotzdem drei Weihnachtspakete. Außer von Vally (Walpurgis Eschenober), dem Tiroler Stubenmädchen der Familie, wird er noch von seinem Freund Jagiello und von dem Knaben, dem er den Spitznamen Perikles gibt, einem Adjunktensohn und angehenden jungen Philosophen, beschenkt. Nachdem seine Schwester Judith geboren ist, muss der Erzähler wieder nach Hause zurückkehren. Arzt möchte der Erzähler auf alle Fälle werden, aber nicht Chirurg wie der Vater. Der Sohn hat für später die Heilung von Geisteskranken ins Auge gefasst. Der Vater aber benötigt als mehrfacher Hausbesitzer und Vermieter den Jungen als rechte Hand. So gerät der Erzähler auf der Handelshochschule unter Industriellenkreise. Obwohl ihn der Vater fortan für einen Finanzexperten hält, interessiert das Merkantile den Erzähler nicht. Der Ich-Erzähler glaubt vielmehr, er sei zum Arzt geboren – wie Perikles meint, er sei der geborene Philosoph.
Der Erzähler schwängert die sechs Jahre ältere Vally, heiratet sie gegen den Willen des Vaters und trennt sich nach einem schweren Zerwürfnis von ihr. Zu Hause ist der Erzähler längst ausgezogen. Als Student der Medizin schlägt er sich recht und schlecht bis ins achte Semester durch. Als 1914 der Krieg ausbricht, soll der Sohn das Kapital des Vaters illegal auf eine Filiale der englischen Bank nach Christiania transferieren. Vally will den Erzähler nach Italien bringen lassen, damit er der „Mobilisierung“ entgeht. Aber auch in dem Fall folgt der Sohn der Weisung des geliebten Vaters. Der opportunistische Hausbesitzer schickt den Sohn in den Krieg. In Radautz und Czernowitz im Kronland Bukowina wird der Offiziersaspirant im Frühjahr 1915 in einem Dragonerregiment Kadett  und zieht mit dem Oberst Joseph von Cz., dem Vater seines Freundes Jagiello, gegen die Truppen des Zaren ins Feld. Beim Sturmangriff fällt der Oberst. Der Erzähler liebt Eveline (Frau Major Baronin von Cz.), die verheiratete Tochter des gefallenen Obersten. Nach der dritten „Rußlandoffensive“ wird der Erzähler zum Leutnant befördert. Im Sommer 1916 wird er schwer verwundet. Der Krieg ist für ihn vorbei. Er besucht seine Frau Vally und den gemeinsamen Sohn Max (Maximilian Franz Karl), liebt aber Eveline. Im Frühjahr 1917 nimmt der Erzähler – er bezieht eine Pension als „Schwerkriegsverletzter“ – das Studium der Medizin wieder auf und widmet sich seinem Lieblingsfach, den Geisteskrankheiten. In der Vorlesung führt der Professur Kranke vor und lässt die Studenten diagnostizieren. Perikles wird vorgeführt. Diagnose: Progressive Paralyse. Der Erzähler wird Doktor der Medizin und bekommt eine Stelle als Irrenarzt angeboten. Als braver Sohn verzichtet er auf seine Karriere und fügt sich dem Vater; arbeitet in untergeordneter Stellung zu unwürdigen Bedingungen daheim für den Herrn Professor. Der Vater gibt aber bei Operationen Kniffe an den Sohn weiter. Trotzdem, Ende August 1918 ist es so weit. Der Sohn macht sich vom Vater los, verlässt Vally, die „ungeliebte“ Frau und nimmt die Stelle in der Irrenanstalt an, in der Perikles interniert ist. Eveline ist an Lungentuberkulose erkrankt. Die Kranke möchte mit dem Erzähler auch ohne Ehe zusammenleben. Gesagt, getan. Die Dame reist an und wohnt mit dem Erzähler in einem Nebengebäude der Anstalt. Eveline, so liebenswert sie ist, erweist sich bald als Lügnerin, als Biest. Die Ehepartner müssen weg. Also plant sie einen doppelten Giftmord. Daraus wird nichts und Eveline flüchtet, kehrt schwanger von ihrem Gatten zurück, bringt ein Mädchen zur Welt und stirbt an ihrer Lungenkrankheit. Der Erzähler nennt das Neugeborene Eveline. Er plant den Suizid. Danach stünde ja dann Perikles allein da. Auch für dieses Problem findet der Erzähler eine verblüffende Lösung. Er legt nämlich dem Verwirrten einen Lungenkranken auf das Zimmer und hofft auf tödliche Ansteckung. Kurioserweise stirbt Perikles nicht davon, sondern wird durch die außergewöhnliche Maßnahme fiebrig und wider Erwarten geheilt. Das ist die dritte „wissenschaftliche“ Leistung, die der Verschwender verschenkt. „Professor Hofrat v. Wagner-Jauregg“ kommt ihm mit der Publikation des Effekts zuvor und wird dafür für den Nobelpreis vorgeschlagen. Der Vater des Erzählers erleidet einen Schlaganfall. Der Erzähler muss zu den Seinen als neues Familienoberhaupt zurück. Zuvor muss für das Neugeborene gesorgt werden. Der Erzähler beweist Courage. Entweder, so bedeutet er Vally, sie stellt sich als Ersatzmutter für das „sein“ Kind zur Verfügung oder er trennt sich von ihr. Die Überrumpelte spielt mit und findet Gefallen an der Rolle. Dabei ist der Erzähler gar nicht der leibliche Vater des Kindes. Während des engen Zusammenlebens mit Eveline hatte sich der Erzähler angesteckt. Aber er leidet nur an einer leichten Lungenphthise. Deswegen fasst er den Entschluss, den Kontakt mit Evelines Kind zu meiden. Er gibt es der Schwester Judith in Pflege. Die hat Jagiello geheiratet und von ihm Zwillinge – zwei Knaben – bekommen. Der Erzähler macht, was ihn sein Vater von der Pike auf lehrte: Augenoperationen. In Mußestunden erforscht er das Glaukom.
Perikles – gesundet, auf die Menschheit losgelassen – erscheint in Begleitung „herkulischer junger Menschen“ in der Augenarztpraxis des Erzählers „als Künder neuer Volksgeschlechter“. Das Happyend: Es sieht so aus, als finde der Erzähler, dieser von seiner leichten Lungenkrankheit genesende, mehr und mehr erfolgreich operierende Augenarzt, Ruhe im Schoß seiner Familie: Vally und der leibliche Sohn Max päppeln ihn im verschneiten Puschberg auf, und es wird bald Frühling in Tirol.

## Form
Die Form der Ich-Erzählung und das Geschick des Autors garantieren permanente Lesespannung. Zwar gerät der Erzähler bei fast jedem nächsten Schritt ins Stolpern, fällt manchmal auch hin, aber er rafft sich immer wieder auf. Der Ich-Erzähler verheimlicht sowohl seinen Vornamen als auch den Namen seiner Vaterstadt. Das Schreiben ist für ihn „immer eine große, unerlaubte Freude gewesen“. Er veranschlagt seinen Lebensbericht auf mindestens dreizehn Kapitel. Veröffentlicht wurden sieben.
Zwar ist der erzieherische Einfluss des Vaters auf den Erzähler das tiefenwirksame Element im Text, doch es handelt sich bei diesem zutiefst pessimistischen Werk um keinen Erziehungsroman. Eine wünschenswerte positive Wirkung auf den vom Vater „erzogenen“ Erzähler ist nach dem verlorenen Krieg in Österreich nicht in Sicht. Eher treffen die Attribute des Entwicklungsromans auf den armen Verschwender zu. „Jähzornig“, wie der Erzähler nun mal ist, befreit er sich in jahrzehntelangem Kampf aus der Abhängigkeit vom Vater. Dieses Ringen schildert der Erzähler – wie kann es bei Ernst Weiß anders sein – minuziös. Das Werk ist ein moderner Bildungsroman: Held und Welt stehen im krassesten Gegensatz, der Held bildet sich durch Erfahrung (er geht durch die Schule des Vaters und des Krieges) und zum Schluss möchte sich der Held vielleicht mit der Welt aussöhnen.

## Zitate
- Zwar schreibt der Autor über das Österreich vor 1928, aber es könnte sein, dass er beim Schreiben 1936 einen Seitenblick hinein nach Deutschland geworfen hat: „Die Weltgeschichte wird von manischen Irren für Idioten gemacht“[11]
- Über den neuen Politiker Perikles: „Die Irren sind mächtig, denn wer sollte sie hindern?“[12]

## Selbstzeugnis
Der Autor in einem Brief vom 10. November 1935 über das Werk: Es ist ein „sehr einfaches Buch, nicht dramatisch, nicht aufregend, aber ich habe gestrebt, wahr zu sein und versöhnlich“.

## Rezeption
- Der Erzähler „verschleudert Liebe und Hingabe“[14]
- Genau beobachtet Pazi eine „gegenläufige Bewegung der Erstarkung des Vaters und den Verfall des Sohnes durch einen vampyrischen Entzug der Kräfte“[15]
- Albert Ehrenstein in der Prager Presse vom 7. Juni 1936: „Das Schicksal des Ich-Erzählers ist ein österreichisches Schicksal“[16]
- Das Christusmotiv werde auf den Helden angewandt.[17]
- Alfred Döblin am 17. Mai 1936 in Pariser Tageblatt: „Es ist das hundertprozentige Gegenteil von Pathos und Gehobenheit. Der Autor strengt nie die Stimme an“[18]
- Ernst Ottwalt sieht 1936 in Moskau beim Lesen des Romans die Perikles-Geschichte mit „äußerlichen Merkmalen des Faschismus“ behaftet.[19]

## Ungereimtes
- Am 11. August 1909[20] wird der Erzähler mit neunzehn Jahren vorzeitig für mündig erklärt, damit er Vally heiraten kann. Also wäre er Jahrgang 1890. Andererseits könnte er auch 1892 geboren sein: In der Quelle[21] ist das Geburtsjahr der kleinen Eveline mit 1923 genannt. Gegen Romanende ist das Kind drei Jahre alt.[22] Am Romanende erwähnt der Ich-Erzähler seinen 35. Geburtstag im darauf folgenden Jahr.[23]
- Eveline verschwindet aus der Irrenanstalt im Herbst 1920[24] und kehrt in den ersten Monaten desselben Jahres dorthin zurück.[25]

## Verfilmung
Michael Kreihsl verfilmte den Roman unter dem Titel Mein Vater, meine Frau und meine Geliebte (mit Birgit Doll, Gerti Drassl (Vally), Julia Edtmeier, Heinrich Herki, Marek Kondrat, Erika Marozsán (Eveline), Erol Nowak, Johannes Silberschneider, Florian Stetter (Erzähler), Friedrich von Thun (Vater Maximilian K.), Ulrich Tukur und Emmy Werner) für das Fernsehen. Das Werk wurde am 16. Oktober 2004 in Österreich ausgestrahlt. 3sat brachte am 28. Juli 2010 eine Wiederholung.